# Corvettes françaises de classe Flower
Les corvettes françaises de la classe Flower étaient des navires de la classe Flower servant dans la Marine française et les Forces navales françaises libres pendant la Seconde Guerre mondiale.
Au début de la guerre, quatre bateaux de lutte anti-sous-marine ont été commandés auprès d'un chantier naval britannique, et 18 autres navires ont ensuite été commandés auprès de plusieurs chantiers navals britanniques et français. Après la chute de la France en juin 1940, les navires britanniques sont repris par la Royal Navy, tandis que ceux de la France tombent aux mains de la Kriegsmarine. Huit autres corvettes seront ensuite été transférées aux Forces navales françaises libres.

## Histoire de la construction
Au début de la Seconde Guerre mondiale, la Marine nationale avait besoin de navires pour la guerre anti-sous-marine (ASM) et, à l' instar de la Royal Navy, a passé des commandes à  la Smith's Dock Company (en) à South Bank (Middlesbrough), pour quatre corvettes anti-sous-marines. Le constructeur avait élaboré des plans pour un navire de base de lutte anti-sous-marine, utilisant des équipements et des machines de navires marchands, qui pourraient être produits en masse dans les chantiers navals marchands.
À la suite de cela, la Marine nationale a commandé 18 autres navires, à construire dans un certain nombre de chantiers navals britanniques et français. Celles-ci étaient identiques à la classe Flower britanniques sauf que des canons anti-aériens français de 100 mm et des mitrailleuses 13,2 mm devaient être installés.
L'Armistice du 22 juin 1940 entre la France et l'Allemagne a apporté un changement radical à ces programmes de construction. Des quatre originaux, un seul, La Bastiaise, a été achevé. Le 22 juin 1940, jour de la capitulation de la France, elle subissait des essais en mer en mer du Nord lorsqu'elle a percuté une mine au large de Hartlepool et a coulé. Parmi les autres, La Malouine a été reprise comme elle l'était par la Royal Navy  en tant que HMS La Malouine (K46) (en). Les deux autres ont été reprises et renommées : HMS Fleur de Lys (K122) et HMS Nasturtium (K107).
D'un second programme, les 12 navires en construction en Grande-Bretagne ont été repris par la Royale Navy et ont été renommés avec des noms de fleurs conformes à la classe.
Les six navires en construction en France aux chantiers de Penhoët de Saint-Nazaire sont tous tombés aux mains des Allemands. La construction s'est poursuivie lentement et, en 1944, trois avaient été achevés pour être utilisés par la Kriegsmarine. Ces navires ont subi un certain nombre de changements pour refléter les changements de rôle et de circonstances. Ils étaient classés comme canonnières de patrouille et commandés comme PA-class patrol ship (Germany) (en) (PA-1 à PA-4).
Après la création des Forces navales françaises libres (FNFL), la Royale Navy a transféré un certain nombre de navires à la FNFL. Certaines corvettes ont conservé un nom de fleur tandis que d'autres ont pris les noms qui honoraient les héros de la marine française. Ces navires d'escorte, en service français et britannique, ont été mis en action tout au long de la campagne atlantique et ont effectué un travail remarquable. Deux des navires français et un des navires britanniques ont été perdus au combat, tandis que trois d'entre eux, deux français et un britannique, ont réussi à couler des sous-marins.

### Pertes
- La Bastiaise, lors d'essais en mer du Nord, a coulé sur une mine  le 22 juin 1940 (en procès)
- La Dieppoise/HMS Fleur de Lys, a été torpillé et coulé par l' Unterseeboot 206 le 14 octobre 1941.
- FFL Alysse (K100) a été torpillé et coulé par l' Unterseeboot 654 le 10 février 1942  alors qu'il escortait le convoi ON-60, à environ 420 milles marins (780 km) à l'est du Cap Race. 36 membres d'équipage ont été tués.
- Mimosa a été torpillé et coulé le 9 juin 1942 par l' Unterseeboot 124 en escortant le convoi ONS-100. 58 membres d'équipage français et 6 britanniques ont été tués ; l'équipage français étant majoritairement de Saint-Pierre-et-Miquelon. Quatre survivants ont été secourus par le NCSM  Assiniboine.

### Succès
- La Paimpolaise/HMS Nasturtium et d'autres ont coulé l' Unterseeboot 556 le 27 juin 1941.
- FFL Lobelia (K05) a coulé l' Unterseeboot 609 le 7 février 1943. Retour sous pavillon anglais en avril 1947. Vendu à un armateur norvégien le 3 mai 1947 pour être transformée en baleinier sous le nom de Thorgeir. Passe sous pavillon Bride & Dahl, toujours en tant que baleinier. Désarmée en 1969, elle sera feraillée l'année suivante par la Nork Skipsopphugning à Grimstad (Norvège).
- FFL Aconit (K58) et d'autres ont coulé les Unterseeboot 432 et Unterseeboot 444 le 11 mars 1943. Elle retourne sous pavillon de la Royal Navy le 30 avril 1947 puis vendue en juillet 1947 à une société baleinière United Whalers pour continuer sa carrière en tant que remorqueur sous le nom de Terje 11.Transformée en baleinière en 1951, elle sera revendue à la Christian Salvesen en 1963 (renommé Southern Terrier). Désarmée en 1964, elle est envoyée à Bruges (Belgique) pour être feraillée en janvier 1967.

### Autres
- FFL Commandant d'Estienne d'Orves (K93) est restitué à la Royal Navy le 31 mai 1947 et vendu. Racheté par la compagnie maritime Christian Salvesen, il sera renommé Southern Lotus et converti en baliseur. Converti en baleinier en 1953. En 1966, remorqué de Melsomvik vers Bruges, il sera démantelé à Hvide Sande sur la côte du Jutland central.
- FFL Commandant Detroyat (K183), ex-HMS Coriander, elle sera transférée le 16 septembre 1941 aux Forces navales françaises libres (FNFL). Retour sous pavillon de la Rayal Navy en 1947. Feraillée à Troon (Ecosse) en février 1948.
- FFL Commandant Drogou (K195), ex-HMS Chrysanthemum, elle sera transférée le 26 janvier 1942 aux Forces navales françaises libres (FNFL). Retour à la Royal Navy en mai 1947. Vendue et transformée en baliseur sous le nom de Terje 10 pour la Hector Whalling Co. Vendu en 1959 à la marine portugaise où elle servira en tant que navire hydrographique sous le nom de NRP Carvalho Araújo (A524) en mission en Angola et Sao Tomé-et-Principe. Cédée en 1975 à la République populaire d'Angola lors du processus de décolonisation.
- FFL Renoncule (K117), ex-HMS Ranunculus, elle sera transférée le 28 juillet 1941 aux Forces navales françaises libres (FNFL). Retour sous pavillon anglais en 1947, et vendue pour être utilisée comme baliseur, sous la dénomination Southern Lily pour le compte de la société Salvesen. Transformée en 1952 en baleinier pour des campagnes de pêche dans l'Arctique jusqu'en 1963.Désarmée à Melsomvik (Norvège) jusqu'en janvier 1967, elle sera remorquée jusqu'à Bruges (Belgique) pour être feraillée.

## Navires

### Marine nationale
| Navire         | Constructeur                                         | Mise en service   | Remarque                                             |
| -------------- | ---------------------------------------------------- | ----------------- | ---------------------------------------------------- |
| La Bastiaise   | Smith's Dock Company (en), South Bank, Middlesbrough | 22 Juin 1940      | coulé par mine marine le 22 Juin 1940                |
| La Malouine    | Smiths Dock                                          | 30 Juillet 1940   | Transferé à la Royal Navy HMS La Malouine (K46) (en) |
| La Dieppoise   | Smiths Dock                                          | 26 août 1940      | Transferé à la Royal Navy HMS Fleur de Lys (K122)    |
| La Paimpolaise | Smiths Dock                                          | 26 Septembre 1940 | Transferé à la Royal Navy HMS Nasturtium (K107)      |

| Navire  | Constructeur              | Mis en service   | Remarque                                              |
| ------- | ------------------------- | ---------------- | ----------------------------------------------------- |
|         | Harland & Wolff, Belfast  | 3 Février 1941   | Repris par la Royal Navy Renommé HMS Abelia (K184).   |
| (J3446) | Harland & Wolff           | 13 Février 1941  | Repris par la Royal Navy Renommé HMS Alisma (K185).   |
|         | Harland & Wolff           | 6 Mars 1941      | Repris par la Royal Navy Renommé HMS Anchusa (K186).  |
| (J3444) | Harland & Wolff           | 30 Mars 1941     | Repris par la Royal Navy Renommé HMS Armeria (K187).  |
| (J3246) | Harland & Wolff           | 11 Avril 1941    | Repris par la Royal Navy RenomméHMS Aster (K188)      |
|         | Harland & Wolff           | 12 Mai 1941      | Repris par la Royal Navy Renommé HMS Bergamot (K189). |
| (J4002) | Smith's Dock Company (en) | 16 Janvier 1941  | Repris par la Royal Navy Renommé HMS Snowdrop (K67).  |
| (J4009) | Smiths Dock               | 18 Novembre 1940 | Repris par la Royal Navy RenomméHMS Tulip (K29).      |
| (J4020) | Smiths Dock               | 10 Decembre 1940 | Repris par la Royal Navy Renommé HMS Verbena (K85).   |
| (J4026) | Smiths Dock               | 18 Février 1941  | Repris par la Royal Navy Renommé HMS Veronica (K37).  |
| (J4030) | Smiths Dock               | 7 Mars 1941      | Repris par la Royal Navy Renommé HMS Wallflower (K44) |
| (J4034) | Smiths Dock               | 30 Mars 1941     | Repris par la Royal Navy Renommé HMS Zinnia (K98)     |

| Navire     | Constructeur                               | Mis en service   | Remarque                                             |
| ---------- | ------------------------------------------ | ---------------- | ---------------------------------------------------- |
| Arquebuse  | Chantiers de Penhoët Saint-Nazaire         | 5 Avril 1944     | Saisi par Kriegsmarine German patrol boat PA 1 (en). |
| Hallebarde | Chantiers de Penhoët                       | Septembre 1943   | Saisi par Kriegsmarine German patrol boat PA 2 (en). |
| Sabre      | Chantiers de Penhoët                       | 16 Novembre 1943 | Saisi par Kriegsmarine German patrol boat PA 3.      |
| Poignard   | Chantiers de Penhoët                       | ?                | Saisi par Kriegsmarine German patrol boat PA 4.      |
| Tromblon   | Ateliers et chantiers de France, Dunkerque | Non terminé      | Annulé en 1940.                                      |
| Javeline   | Ateliers et Chantiers de France, Dunkerque | Non terminé      | Annulé en 1940.                                      |

### Forces navales françaises libres(FNFL)
| Navire                   | Constructeur                              | Mis en service    | Nouveau nom                             | Remarque                         |
| ------------------------ | ----------------------------------------- | ----------------- | --------------------------------------- | -------------------------------- |
| HMS Aconite (K58)        | Ailsa Shipbuilding Co. Ltd., Troon et Ayr | 23 Juillet 1941   | FFL Aconit (K58)                        | Retour à la RN, 30 Avril 1947.   |
| HMS Alyssum (K100)       | George Brown & Co., Greenock              | 17 Juin 1941      | FFL Alysse (K100)                       | coulé par U-654, 10 Février 1942 |
| HMS Lotus (K93)          | Charles Hill & Sons (en), Bristol         | 23 Mai 1942       | FFL Commandant d'Estienne d'Orves (K93) | Retour à RN, 31 Mai 1947.        |
| HMS Coriander (K183)     | Hall, Russell & Company (en), Aberdeen    | 16 Septembre 1941 | FFL Commandant Detroyat (K183)          | Retour à RN, 1947.               |
| HMS Chrysanthemum (K195) | Harland and Wolff, Belfast                | 15 Janvier 1942   | FFL Commandant Drogou (K195)            | Retour à RN, Mai 1947.           |
| HMS Lobelia (K05)        | Alexander Hall & Co, Aberdeen             | 16 Juillet 1941   | FFL Lobelia (K05)                       | Retour à RN, Avril 1947.         |
| HMS Mimosa (K11)         | Hall, Russell & Company (en), Bristol     | 11 Mai 1941       | FFL Mimosa (K11)                        | coulé par U 124, 9 Juin 1942     |
| HMS Ranunculus (K117)    | W. Simons & Co., Renfrew                  | 28 Juillet 1941   | FFL Renoncule (K117)                    | Retour à RN, 1947.               |
| HMS Sundew (K57)         | J. Lewis & Sons Ltd., Aberdeen            | 19 Septembre 1941 | FFL Roselys (K57)                       | Retour à RN, 1947.               |

## Galerie

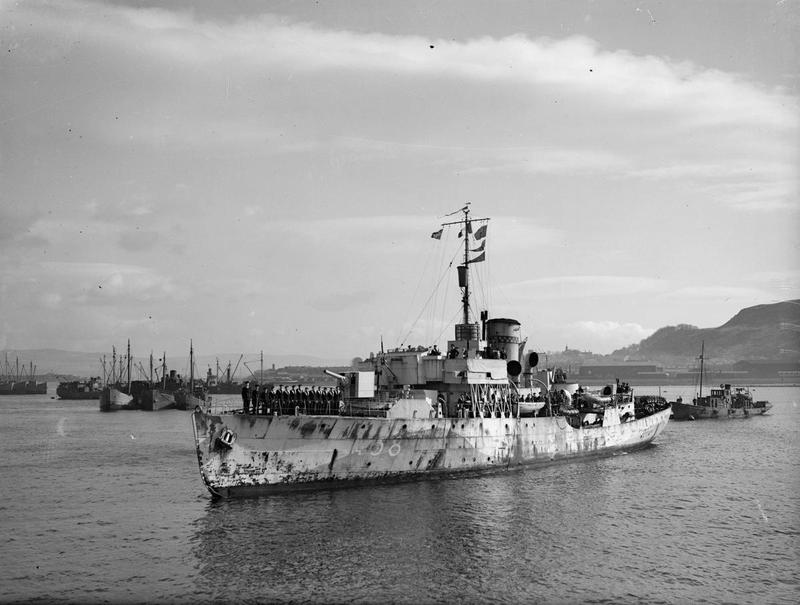
FFL Aconit en 1943
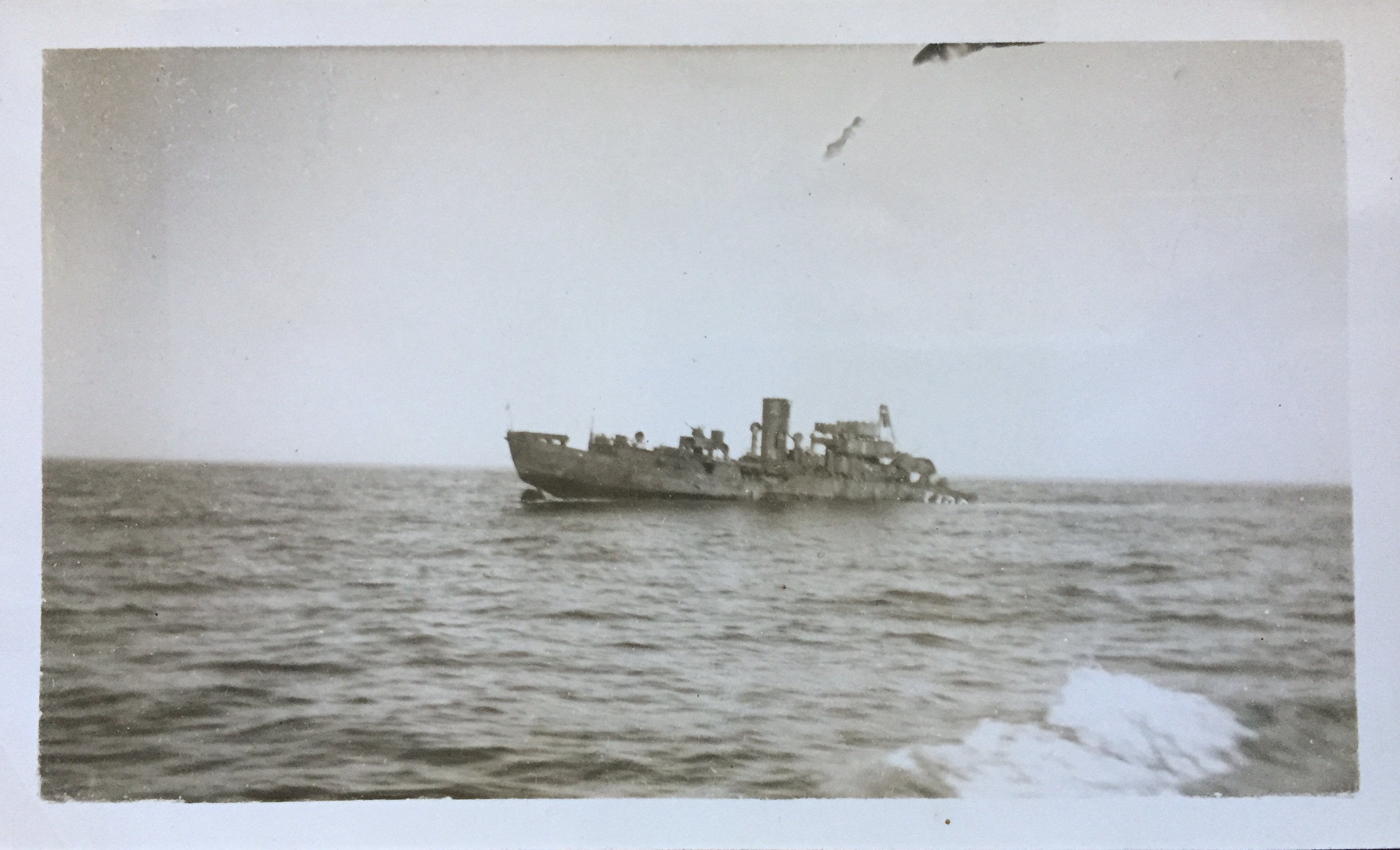
FFL Alysse sombre le 10 février 1942
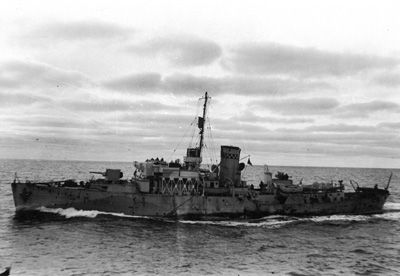
FFL Roselys en 1945